# 雪球 (网站)
雪球（Snowball / Xueqiu），是一家成立于2010年3月的投资者垂直社交媒体，用户可以在雪球关注股票及基金等证券代码，查看沪深/港/美股票的实时行情；关注各类投资者进行投资见解的交流；创建和分享个人投资组合；创建沪深及美股股票账户、基金交易账户，实盘买卖股票和基金。雪球亦开发了Android、iOS平台的手机雪球客户端，包括 “雪球”、“雪球基金”（原蛋卷基金）、“雪盈证券” 三款手机应用程序。

## 相关事件

### 茅台塑化剂事件
2012年11月29日，雪球用户“水晶皇”将一瓶香港购买的53度飞天茅台送检。此后，2012年12月9日，在雪球网上公布了53度飞天茅台香港送检的检测结果，称送检茅台塑化剂DEHP超标1.4倍。
此举引发社会极大关注和争议，包括茅台集团和新华网、财经网等媒体报道和关注。

### 天地侠影事件
自2012年10月20日开始，网络人士“天地侠影”（真名汪炜华）在雪球网上针对广汇能源的财务问题进行了一系列质疑，在投资者中引起了较高的关注度。
2013年10月，汪炜华在上海家中被乌鲁木齐公安局经侦人员带走，以涉嫌“编造并传播证券、期货交易虚假信息罪”实施刑事拘留，同年11月，当地检方以损害商业信誉罪对汪炜华批准逮捕。
2014年8月，此案开庭一审，但是审判进展一度陷入拖延状态，天山区法院两次宣布延期审理，直到2015年2月16日，判决结果下达，汪炜华损害广汇能源商业信誉罪名成立，判处其有期徒刑1年6个月，罚金5000元。

## 相关软件
- 同花顺
- 东方财富
- 大智慧